# Britta Hammelstein

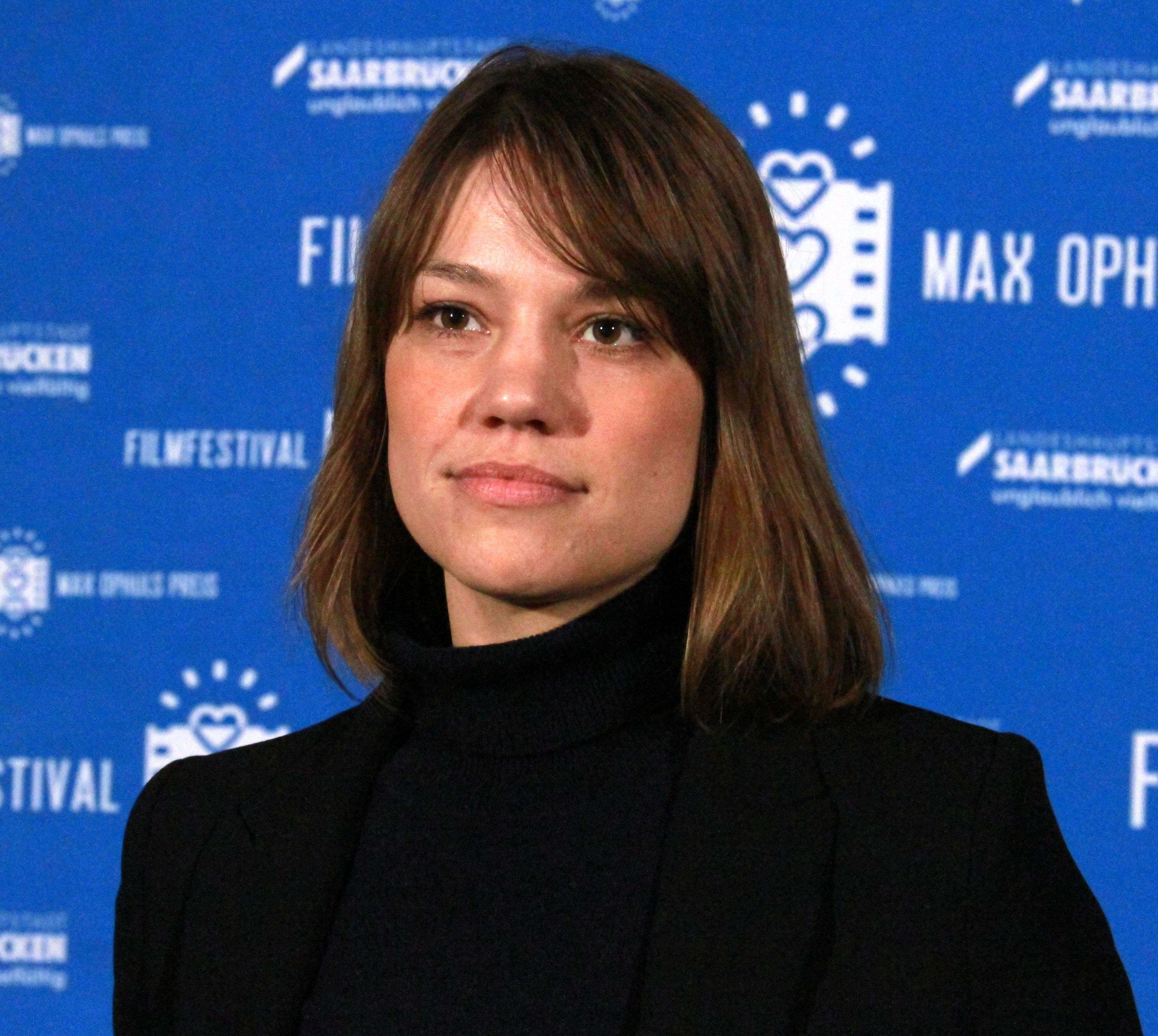
Britta Hammelstein auf dem Max-Ophüls-Filmfestival 2015

Britta Hammelstein (* 8. August 1981 in Friedberg (Hessen)) ist eine deutsche Schauspielerin.

## Leben
Britta Hammelstein absolvierte von 2002 bis 2006 eine Schauspielausbildung an der Otto-Falckenberg-Schule in München.
Neben ihrer Arbeit am Theater ist sie seit 2005 in verschiedenen Film- und Fernsehproduktionen zu sehen. Mit der Rolle der Anna Stickler in der österreichischen Serie Der Winzerkönig wurde sie einem breiteren Publikum bekannt. Von 2008 bis 2011 gehörte sie zum festen Ensemble des Maxim-Gorki-Theaters in Berlin. Mit Beginn der Spielzeit 2011/2012 wechselte sie zum Residenztheater München.
2021 wurde sie mit dem Hessischen Fernsehpreis für Heute stirbt hier Kainer ausgezeichnet.

## Filmografie (Auswahl)
- 2005: Marias letzte Reise (Fernsehfilm)
- 2006: Der Winzerkönig (Fernsehserie)
- 2007: Blindflug
- 2008: Der Baader Meinhof Komplex
- 2009: Ein starkes Team: Das große Fressen
- 2009: Der Kriminalist – Zerschlagene Träume
- 2011: Tatort: Tödliche Ermittlungen (Fernsehreihe)
- 2011: Hannah Mangold & Lucy Palm (Fernsehfilm)
- 2013: Hannah Mangold & Lucy Palm – Tot im Wald (Fernsehfilm)
- 2013: Kokowääh 2
- 2013: Tatort: Happy Birthday, Sarah
- 2013: Tatort: Willkommen in Hamburg
- 2013: Verbrechen nach Ferdinand von Schirach (Fernsehserie, Folge Fähner)
- 2013: Freier Fall
- 2014: Tatort: Kopfgeld
- 2014: Das Zeugenhaus (Fernsehfilm)
- 2015: Wir Monster
- 2015: Tatort: Der große Schmerz
- 2016: Tatort: Fegefeuer
- 2016: Auf kurze Distanz (Fernsehfilm)
- 2016: Ferien
- 2017: Der Hauptmann
- 2017: Zur Hölle mit den anderen (Fernsehfilm)
- 2018: Mackie Messer – Brechts Dreigroschenfilm
- 2018: Tatort: Der Mann, der lügt (Fernsehreihe)
- 2018: Unser Kind (Fernsehfilm)
- 2018: Unschuldig (Fernsehfilm)
- 2018: Petting statt Pershing
- 2019: Die Schattenfreundin (Fernsehfilm)
- 2019: Tatort: Nemesis (Fernsehreihe)
- 2019: Tatort: Das Leben nach dem Tod (Fernsehreihe)
- 2019: Die Ungewollten – Die Irrfahrt der St. Louis
- 2021: Heute stirbt hier Kainer (Fernsehfilm)
- 2021: Mutter kündigt
- 2021: Tatort: Wer zögert, ist tot
- 2021: Faking Hitler
- seit 2022: Totenfrau (Fernsehserie)
- 2023: Das bleibt unter uns
- 2023: German Genius (Fernsehserie)
- 2023: Kommt ein Vogel geflogen
- 2024: Der Spatz im Kamin
- 2024: Achtsam Morden (Netflix-Miniserie)
- 2024: Die geschützten Männer
- 2025: Totenfrau  (Fernsehserie)

## Hörspiele
- 2004: Renus Berbig: Mall Ball – Regie: Justyna Buddeberg-Mosz
- 2005: Laura Feuerland: Die Hexenschwestern auf Burg Harkenstein – Regie: Justyna Buddeberg-Mosz
- 2010: Felicia Zeller: Kaspar Häuser Meer – Regie: Marcus Lobbes
- 2012: Virginia Woolf: Jacobs Zimmer (4 Teile) – Regie: Katja Langenbach
- 2015: Bodo Traber: Delay – Regie: Petra Feldhoff
- 2017: Paul Plamper: Dienstbare Geister (2 Teile) – Regie: Paul Plamper

## Bühnenrollen (Auszug)
Rollen am Maxim Gorki Theater Berlin
- 2008: als Lilja in Lilja 4-ever, Regie: Felicitas Brucker
- 2009–2011: als Frau (Marie) in Der Fremde, Regie Sebastian Baumgarten
- 2010/2011: mit Anne Müller in Shockheaded Peter
- 2010/2011: Eve, Tochter von Marthe Rull in Der zerbrochne Krug, Regie Jan Bosse
- 2010/2011: als Oskar/Maria Matzerath in Die Blechtrommel, Regie Jan Bosse